# Военный колледж армии США
Военный колледж армии США (англ. United States Army War College) — высшее военное учебное заведение сухопутных войск Соединённых Штатов Америки, которое расположено на территории исторического кампуса Карлайл-Барракс в городе Карлайл в штате Пенсильвания.

## История
Военный колледж армии США основан военным министром Элиу Рут и формально введен в дело генеральным приказом №155 от 27 ноября 1901 года. Первым местом дислокации был избран Форт Лесли Макнейр в округе Вашингтон.
Колледж осуществляет обучение старшего офицерского состава армии США, гражданского персонала, офицеров других видов вооруженных сил страны, а также иностранных слушателей по программе подготовки руководящего состава для дальнейшего продвижения по службе в ранге к генерал-лейтенанту включительно.
Ежегодная численность обучающихся различается в зависимости от года выпуска и колеблется в пределах 800 слушателей; примерно половина из них учится на очной форме обучения в течение 10 месяцев, остальные — на двухлетней заочной форме. Выпускники, успешно завершившие программу обучения, получают образовательно-квалификационный уровень магистра стратегических наук.
Военный колледж армии США вместе с Военным колледжем Воздушных сил США и ВМС входят в тройку высших учебных заведений Министерство обороны США.

## Ссылка
- The Army War College Foundation Архивировано 13 января 2016 года.  (англ.)
- Famous U.S. Army War College Alumni  (англ.)Архивировано 29 июня 2018 года.
- U. S. Army War College  (англ.)